# محل گامبادنه قدیم
محل گامبادنه قدیم مربوط به دوره ساسانیان است و در کرمانشاه، بلوار طاق‌بستان واقع شده و این اثر در تاریخ ۲۴ شهریور ۱۳۱۰ با شمارهٔ ثبت ۳۵ به‌عنوان یکی از آثار ملی ایران به ثبت رسیده است.